# Good morning
Good morning je vzpěračské cvičení, které připomíná vstávání z postele. Tento cvik patří k těm nejlepším pro posílení hamstringů, hýždí a bederní části zad, tedy zadního řetězce. Ostatní svaly se podílejí na stabilizaci hmotnosti na zádech a udržení rovnováhy.
Míra kolenního ohybu mění zaostření cviku. Čím více jsou natažna kolena, tím více jsou hamstringy nataženy a zasaženy  pohybem.